# Prospalta capensis
Prospalta capensis är en fjärilsart som beskrevs av Achille Guenée 1852. Prospalta capensis ingår i släktet Prospalta och familjen nattflyn. Inga underarter finns listade i Catalogue of Life.